# Pata (arma)
Il Pata (पट in lingua Hindi, दांडपट्टा in lingua marathi), anche patta, dand patta o dandpatta, nota in Occidente come Spada a guanto, è una particolare arma bianca manesca del tipo spada originaria del Subcontinente indiano, la cui lama s'innesta non in un manico ma in un guanto d'arme. Molto simile al katar, era però arma destinata ad una scherma più raffinata, di potenti colpi di taglio oltre che di stoccate, grazie al solido sistema di chiusura che assicurava il guanto d'arme all'avambraccio dell'utente. Veniva considerata dalla fanteria un'arma molto efficace contro la cavalleria pesante.
L'utilizzo del vocabolo Pata rispetto al Devanāgarī पट probabilmente deriva dalla parola di lingua portoghese, indicante un artiglio o uno zoccolo, cui gli occidentali ricorsero per descrivere questa particolarissima arma.

## Storia
Nell'immaginario collettivo, il pata viene associato ai guerrieri Maratti, addestrati a combattere brandendono una in ogni mano, ed ebbe, effettivamente, larga diffusione nel subcontinente indiano durante le vittoriose campagne di questi ultimi contro i Moghul (XVII secolo). Stando alla tradizione, sia il sovrano maratto Shivaji che il suo famoso generale Tanaji Malusare, eroe della decisiva Battaglia di Sinhagad (1670), erano noti come abili nel maneggio della spada a guanto, tanto quanto Jiva Mahala, la guardia del corpo di Shivaji che gli aveva salvato la vita nella Battaglia di Pratapgad (1659).
In realtà, il pata era già in uso nei regni dell'India nel secolo precedente, sia presso i Moghul che presso i Rajput. Il Gran Moghol Akbar (regno 1566-1605) viene infatti ricordato come abile nell'uso della spada a guanto, di cui si servì durante le guerre contro i Rajput del Gujarat.

## Costruzione
Il pata ricorda molto un'altra arma tipica dei Rajput, il katar, antesignano della daga a spinta occidentale. Rispetto al katar, il pata era però arma più versatile, capace di colpire efficacemente sia di punta che di taglio grazie a:
- Lunga lama in acciaio Wootz, diritta, affilata su ambo i lati e dotata di una punta pronunciata. Rispetto alle dimensioni contenute del katar (in pratica una daga), il pata aveva lama lunga oltre un metro;
- Impugnatura costituita da un guanto d'arme in acciaio, spesso riccamente istoriato, coprente il dorso della mano e dell'avambraccio dell'utente, nel quale s'innestava il codolo della lama. Il solido sistema di chiusura, tramite lacci in cuoio, della manica metallica garantiva la stabilità necessaria a vibrare potenti fendenti.

I Rajput svilupparono anche particolari varianti del pata nei quali la calotta del guanto d'arme veniva utilizzato per agganciare meccanismi di sparo, un po' come fatto in Europa con gli ibridi meccanici tra la spada da lato e la pistola a ruota.